# Legione reale piemontese
La Legione reale piemontese era un corpo militare del Regno di Sardegna.

## Storia
Nel periodo della restaurazione del regno sardo, con l'intento di ricollegarsi alle istituzioni vigenti prima dell'invasione francese il governo savoiardo pensò di reistituire un reparto militare cui affidare la difesa delle frontiere, quale la legione truppe leggere, per cui, il 9 settembre del 1817, il corpo fu disciolto e i suoi effettivi confluirono, unitamente a quelli di alcuni reparti di cacciatori, nella Legione reale leggera.

## Composizione e funzioni
Ne facevano parte prigionieri di guerra di origine prevalentemente piemontese, arruolati dal governo britannico per combattere sul suolo continentale europeo sotto la bandiera sabauda.